# پری‌شاهرخ عنابی
پری‌شاهرخ عنابی (نام علمی: Oriolus traillii) نام یک گونه از سرده پری‌شاهرخ است.